# Sítio Alto
Sítio Alto é um distrito do município de Arroio do Tigre, no Rio Grande do Sul . O distrito possui  cerca de 1 300 habitantes e está situado na região norte do município .